# Боковые пластинки

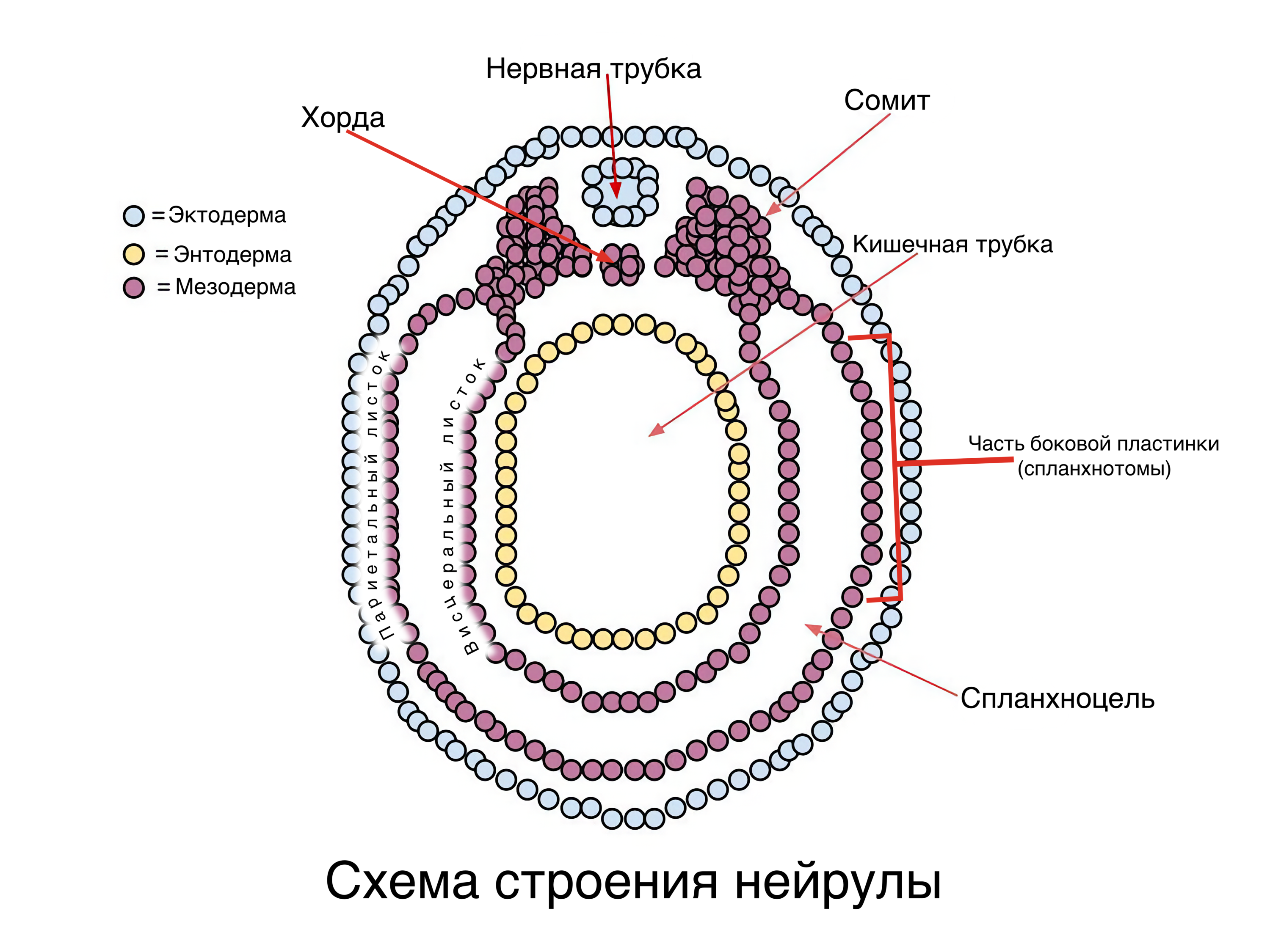
Эмбрион на стадии нейрулы (на картинке указаны боковые пластинки и названия их листков)

Боковые пластинки (спланхнотомы; от др.-греч. splánchna — «внутренности» и tome — «разрез, отрезок») — парные образования, возникающие в процессе зародышевого развития всех хордовых животных при расчленении мезодермы — среднего зародышевого листка.
Боковые пластинки удалены от хорды и нервной трубки и не подвергаются сегментации. Они состоят из двух листков: наружного (париетального) и внутреннего (висцерального). Наружный листок примыкает к стенке тела, внутренний — к стенке кишечника. Между ними располагается спланхноцель, полость в виде щели, которая впоследствии преобразуется во вторичную полость тела — целом. В процессе зародышевого развития из материала боковых пластинок образуются серозные оболочки, гладкая мускулатура, мезенхима, кровеносные сосуды, миокард, брыжейка.